# Anna MacGillivray Macleod
Anna MacGillivray Macleod (Kirkhill, 15 mei 1917 –  St. Raphaels, Edinburgh, 13 augustus 2004) was een Schotse hoogleraar in brouwen en biochemie aan de Heriot-Watt-Universiteit te Edinburgh. Zij was de eerste vrouwelijke hoogleraar in brouwen en biochemie ter wereld. Macleod was een groot kenner van Schotse whisky. Door een uitvinding van haar kon het moutproces versneld worden. 

## Biografie
Macleod ging naar de Invergordon Academy en het Edinburgh Ladies College. Ze behaalde een graad in botanie aan de Universiteit van Edinburgh. In 1945 kreeg zij een aanstelling aan de faculteit van de Heriot-Watt-Universiteit, waar zij werkzaam bleef tot haar pensionering in 1977. In 1951 keerde zij terug naar de universiteit van Edinburgh om aldaar een promotieonderzoek te doen. Eind jaren zestig promoveerde ze op een proefschrift over het ontkiemen van gerst. In 1961 was zij - samen met Leslie Samuel Cobley - redacteur van Contemporary Botanical Thought, een periodiek dat werd uitgegeven door Oliver en Boyd. Van 1964 tot 1976 was Macleod werkzaam als eindredacteur van het orgaan van het Institute of Brewing en van 1970 tot 1972  als president van het Institute of Brewing and Distilling. In 1975 werd zij benoemd tot hoogleraar brouwen en biochemie aan de Heriot-Watt-Universiteit. In 1976 verkreeg zij de Horace-Brown-medaille; dit was een van de grootste eerbewijzen binnen de brouwerij-industrie. Het jaar erop ging ze met emeritaat.
In 1993 kreeg zij van de Heriot-Watt-Universiteit een eredoctoraat voor haar ontdekking van gibberellinezuur. Deze ontdekking was zeer belangrijk voor het mouten omdat deze ontdekking leidde tot het verkorten van de fabriceringstijd. Macleod overleed in St. Raphaels in augustus 2004 op 86-jarige leeftijd. De brouw- en destilleerfaculteit van de Heriot-Watt-Universiteit, stelde de Anna Macleod scholarship in met een donatie, die door haar werd nagelaten.

## Familie
Macleod was de dochter van de dominee Alasdair MacGillivray Macleod en Margaret Ingram Sangster. Haar grootvader, de dominee George Macleod, bekleedde op het eiland Lewis in het plaatsje Garrabost een belangrijke functie. Macleod was een achternicht van politicus en voormalig kanselier (minister van Financiën en economische zaken - Chancellor of the Exchequer) Iain Norman Macleod. Anna Macleod  had twee broers. Haar oudere broer was dr. John George Macleod, de redacteur van Davidson's Textbook of Medicine en de auteur van Clinical Examination, en haar jongere broer was dr. Alasdair MacGillivray Macleod, arts in Linlithgow. Ze bleef ongehuwd.